# 御代田橋
御代田橋（みよだばし）は、福島県郡山市の阿武隈川に架かる福島県道110号田村安積線の道路橋である。

## 概要
- 全長 - 102 m
- 幅員 - 5.5 m
- 形式 - 4径間鋼鈑桁橋
- 竣工 - 1954年

郡山市街地南東部にて一級河川阿武隈川を渡る。現在の橋は1954年に架けられた全長102 m、幅員5.5 mの鋼鈑桁橋であり、橋は幅員狭小のためセンターラインは引かれておらず、歩道も設置されていない。東詰は田村町御代田字北町、西詰は安積町笹川字狐塚に位置している。当橋梁は阿武隈川の川岸沿いに北上する福島県道372号須賀川二本松自転車道線（みちのく自転車道）の渡河地点ともあり、県道110号の重用区間となっている。自転車道がクランク状に右左折することから橋周辺には、自転車道のルートを示した案内標識が多数設置されている。

## 沿革
江戸時代より当地近辺には御代田の渡しとして渡船場が設置されており、1921年（大正10年）3月に全長102メートル、幅員2.7メートルの木橋が建設された。1941年（昭和16年）の大洪水により吊り橋が傾き、後の1954年（昭和29年）に数メートル下流に現在の御代田橋が作られた。2012年12月3日から12月25日にかけて橋梁の延命化のために全面通行止めにした上で、橋梁伸縮装置の交換、及び橋面の防水工事が行われた。

## 隣の橋
（上流）- 下江持橋 - 水郡線阿武隈川橋梁 - 御代田橋 - 東北新幹線第2阿武隈川橋梁 - 永徳橋 -（下流）